# Harknessiella purpurea
Harknessiella purpurea är en svampart som först beskrevs av W. Phillips & Harkn., och fick sitt nu gällande namn av Pier Andrea Saccardo 1889. Harknessiella purpurea ingår i släktet Harknessiella, klassen Dothideomycetes, divisionen sporsäcksvampar och riket svampar.   Inga underarter finns listade i Catalogue of Life.